# إنكا باش
إنكا باش (بالألمانية: Inka Bach)‏ (و. 1956  م) هي كاتِبة، وكاتبة سيناريو ألمانية، ولدت في برلين الشرقية، شاركت في Ingeborg Bachmann Award 1998 ‏.